# Moše Kacav
Moše Kacav (hebr. משה קצב), r. u Yazdu, Iran, 5. ožujka 1945.), izraelski političar, predsjednik države Izrael od 2000. do 2007.
Ubrzo nakon rođenja Kacavova se obitelj preselila u Teheran, a 1951. emigrirali su u Izrael. Kacav je studirao gospodarstvo i povijest na Hebrejskom sveučilištu u Jeruzalemu gdje je postao član konzervativne stranke Likud.
Godine 1969. izabran je za gradonačelnika Kiryat Malachija na jugu Izraela. Sa samo 24 godine bio je najmlađi gradonačelnik u zemlji. Član izraelskoga parlamenta Knesseta postao je 1977. Od 1981. do 1999. bio je ministar u vladi s različitim resorima i šef zastupničkog kluba Likuda u Knessetu.
Na izborima za predsjednika 2000. dobio je 63 glasa zastupnika Knesseta, šest više od favorita Shimona Peresa, postavši time prvi izraelski predsjednik iz redova Likuda. Funkcija predsjednika u Izraelu uglavnom je ceremonijalna, a većina vlasti pripada premijeru.
Početkom 2007. godine Kacav je privremeno odstupio s dužnosti zbog optužbi za silovanje. Za to vrijeme privremeno ga je zamjenjivala predsjednica Parlamenta Dalia Itzik. 1. srpnja podnio je ostavku na mjesto predsjednika države. Na dužnosti ga je zamijenio Shimon Peres.
Moše Kacav je prvi izraelski predsjednik koji je posjetio Hrvatsku (11. – 13. srpnja 2003.).